# Copa del Sol
A Copa del Sol foi um torneio internacional anual de clubes de futebol disputado na costa sul da Espanha em janeiro e fevereiro, um mês antes do lançamento das ligas nacionais. O torneio inaugural foi realizado pela primeira vez em 2010.
O torneio era uma oportunidade de treino e amistosos para as equipes de futebol do norte da Europa durante suas férias de inverno. É co-organizado pela Swedish IEC in Sports, parte do Grupo Lagardère e do Norueguês Norsk Toppfotball. Todos os jogos foram transmitidos de às TVs domésticas dos países dos clubes participantes, permitindo que os fãs observassem o progresso atual da preparação das equipes para a próxima temporada e foram exibidos ao vivo na televisão da Suécia, Noruega, Dinamarca e Pan-Africa.